# Тайрук (река)
Тайрук (Тейрюк, Тяйрук, Тяйрюк; баш. Тәйрүк) — река в Ишимбайском районе Башкортостана, правый приток Белой.

## Физико-географическая характеристика
Длина реки — 36 км. Исток реки находится в лесах в 2,5 км к югу от хутора Подлесного (в 17 квартале Верхоторского лесничества), в глубоких оврагах среди зарослей липы и ольхи. В верхней половине река течёт на север, затем поворачивает на северо-запад. В низовьях протекает через Ишимбай. Устье находится в северной части города, недалеко от очистных сооружений (771 км от устья Белой).
В районе города берега реки крутые и обрывистые, высотой до 3 м. Ширина русла 2-3 м, глубина от 0,5 м до 1 м. Вода в реке мутная, дно илистое.
На реке созданы Татьяновский пруд (в верховьях) и Тайрукский пруд (в городе), также в городе в летний период на реке сооружается искусственный водоём.

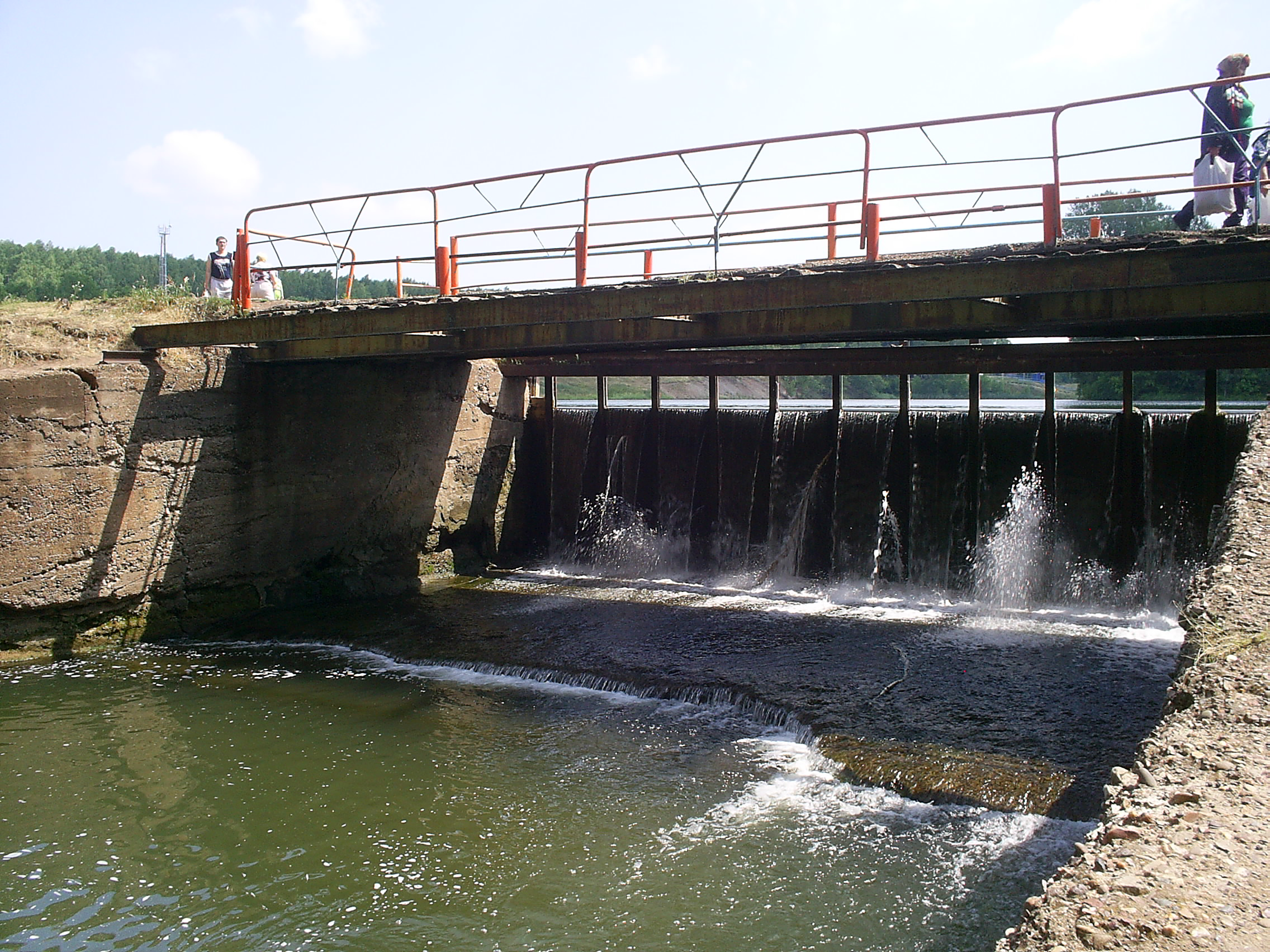

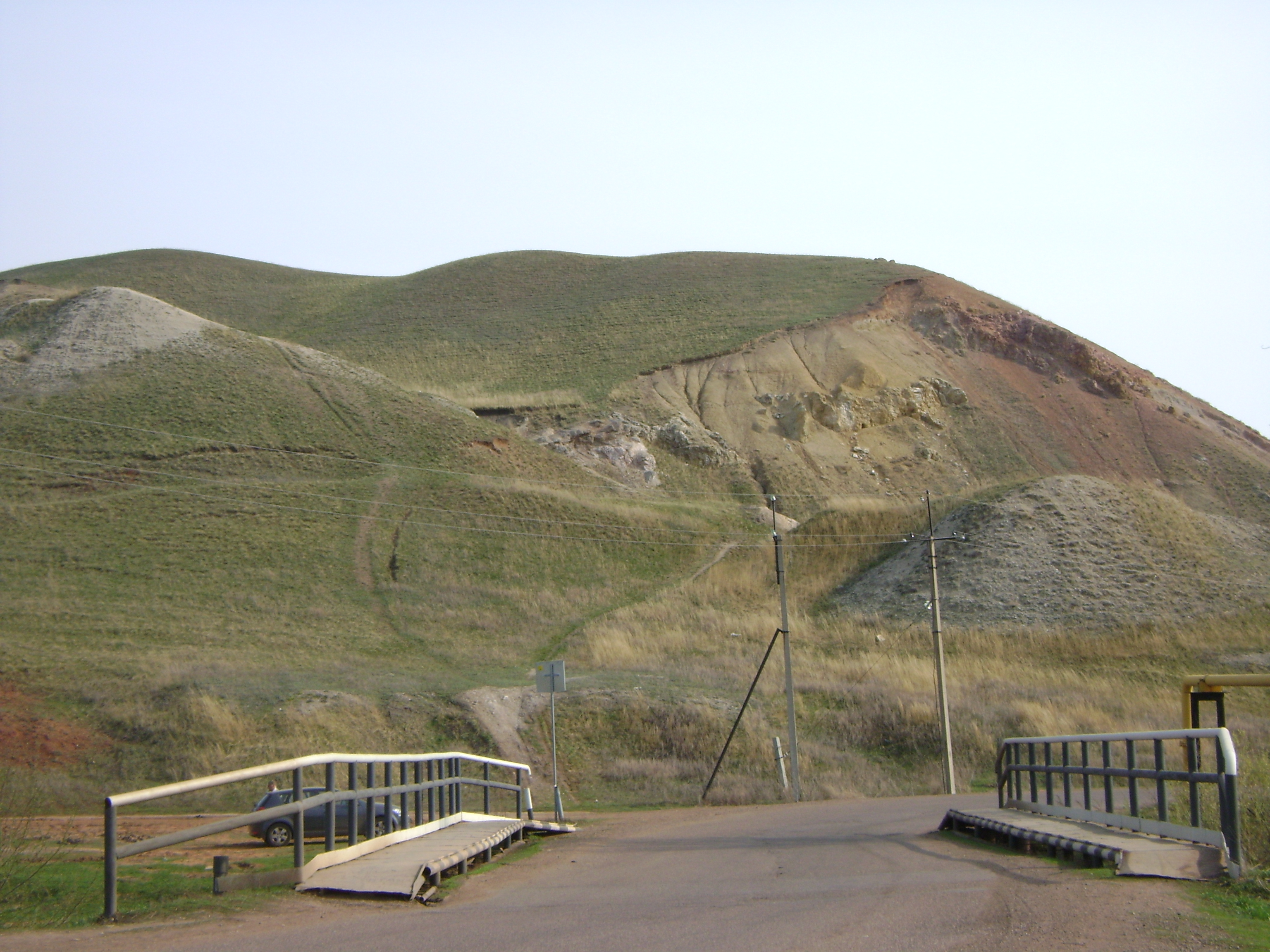

### Населённые пункты
На берегах реки расположены (от истока): хутор Подлесный, д. Кызыл-Юлдуз, с. Кинзебулатово, д. Байгузино, г. Ишимбай (микрорайоны Алебастровый, Майский, Кусяпкулово, Новостройка).
В бассейне также находятся Малобаиково, Новогеоргиевка, Новониколаевка, Большебаиково, Осиповка, Татьяновка, Аникеевский, Слободка, Авангард, Богдановка.

### Притоки
(от устья)
- пр Бузайгыр
- лв Тимерля
- пр Тубакбаш
- пр Чувашка
- пр Зыяратъелга
- лв Байк
- пр Инъелга
- лв Юшала
- пр Каранка
- лв Буденя
- пр Караталка

## Экология
Пойма реки, притоки и сам Тайрук загрязнены нефтепродуктами, бытовым мусором. В реку проникают отходы с территории Яр-Бишкадакского хранилища. Проводятся экологические субботники по очистке реки.

## Этимология
Возможно, название происходит от персидского «дайра/дарья», т.е. «поток, река».

## Тайрук в искусстве
Река — излюбленная тема ишимбайских художников.
Фаниль Сафуанович Шаймухаметов изобразил Тайрук на линогравюре. Елена Шарова в статье «Там, где течёт Тайрук» пишет:
От пластилиновых человечков, что лепил в детстве Фаниль Шаймухаметов, его офортам и линогравюрам достались доброта и нежность, солнечные морщинки дедушек и бабушек, что баюкали на руках незабытое детство художника. Фанилю удается совместить несовместимое: четкие линии строгой графики с нежной душой и бессмертной любовью, с земными, такими понятными, простыми воспоминаниями, всплывающими в бессонной ночи. Мудрая женщина, напоившая путника чистой водой из деревенского колодца, сладкоголосый батыр, исполнивший страстную серенаду черноокой красавице, звенящие песни Тайрука — все это увидели и услышали в Японии и США, Германии, Югославии и Австрии: песни, что звучат с полотен художников, в чьих картинах всегда присутствует радуга, в чьих офортах всегда сияет доброта.
Владимир Романов, в статье от 17 сентября 2014 года «Риф Мифтахов остается верным заветам отцов (К 75-летию известного башкирского поэта)» писал:

Он рос любознательным и пытливым мальчиком, впитывая в себя чудесные картины родного края, раскинувшегося в предгорьях Урала, милые сердцу берега живописной речушки Тайрук, несущей свои светлые воды к Белой. Наверное, именно от понимания красоты местной природы и возникло у Рифа желание описать свои чувства на бумаге и поделиться впечатлениями с другими.

## Тайрук в истории
Тяйрюк упоминается в «Шежере племени юрматы». В ней рассказывается, что живший в XVI веке предводитель рода (родового подразделения) азнай башкирского племени юрматы Азнай-бий входил в делегацию во главе с предводителем племени Татигас-бий на переговорах об условиях вхождения юрматынцев в состав Московского царства:

уплатив ясак, мы разделили землю на четыре тюби. Сначала <земли> от верховья Ашкадара до низовья его с вытекающими с обеих сторон речками, с лугами, камышами и степями, от речек Угуя и Мекатевли до низовья Нугуша с впадающими в них речками, сделали одной долей. И ещё <земли> от низовья Нугуша с вытекающими с обеих сторон Идели речками, с их деревьями, лугами, с истоком <речки> Тор и истоком <речки> Селеук, от дерева со сломанной вершиной и от седловины Туратау сделали одной долей. И <земли> Туратау, и Шахтау, и Куштау от устья Стерли и от верховья Куганака с Уршаком, с возвышенностями между ними и стекающими с них <речками>, и впадающими в Асаву. И <земли> от устья Уршака, Асавы, от лесочка Маленький буляк, Бурсык, затем от горы Юрактау с долиной Каратугай по Идели от Кукуша, Зигана, с впадающими в них речками и потоками, от верховья Каламана, от верховья Тора и Шинеш мы сделали одной долей. После того бросили четыре жребия. Первый: по исполнении жеребьевки первый жребий -<земли> с их водами и степями, простирающимися до Ашкадара — достался мне, Татигачу; второй жребий — Тяйрюк с описанными <выше> их водами, и степями, и лесами — достался старосте Азнаю;
Летом 1770 года экспедиция академика Ивана Лепёхина, поднимаясь вверх по реке Белой, со своими людьми остановилась у устья реки Тайрук. Здесь, в пяти верстах от деревни Кусяпкулово обнаружился естественный выход нефти (см. Тейрукское нефтяное месторождение).
«Любопытство наше на этом месте усугубил небольшой ключик, на котором мы, раскапывая землю, напали на родник, состоящий из горной нефти. Оный раскопав глубиной около аршина, добрались до самого её источника. Оную нефть испущала из себя жила толщиной с небольшим в четверть. Далее раскапывать оно место сил наших не доставало, а при том и время не терпело, чтобы тут жить долго. В пяти верстах от помянутого места, против башкирской деревни Биш-Кадак, в самом яру реки Белой, оказался густой асфальт, истекающий в реку Белую. Из чего без сумления заключить можно, что труд и иждивение не потеряются, если сии места надлежащим образом разработать приказано будет». («Дневниковые записки путешествия доктора Академии наук адъютанта Ивана Лепехина по разным провинциям Российского государства»).

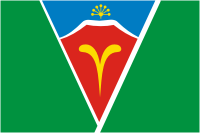
Флаг Ишимбая

## Тайрук в символике
Географическое взаиморасположение рек Белой и Тайрука символически отображено на официальных символах города Ишимбая — флаге и гербе. Реку Тайрук символизирует левая узкая белая полоса.

## Объекты, названные по реке
- Тайрук — улица в Ишимбае.
- Тайрук — микрорайон Ишимбая.
- «Тайрук» — народный ансамбль танца дома культуры села Кинзебулатово[12].
- водка «Тайрук».
- Тейрукское нефтяное месторождение — открыто в 1968 году возле деревни Кинзебулатово.
- Затайрукский лесопарк, Затайручье — большой парк в правобережье реки в Ишимбае.

## Данные водного реестра
По данным Государственного водного реестра России река относится к Камскому бассейновому округу, водохозяйственный участок реки — Белая от города Салавата до города Стерлитамака, речной подбассейн реки — Белая. Речной бассейн реки — Кама.
Код объекта в государственном водном реестре — 10010200512111100018144.